# CFZ de Brasília
CFZ de Brasília is een voetbalclub uit de Braziliaanse hoofdstad Brasilia.

## Geschiedenis
De club werd opgericht op 1 augustus 1999 door voormalig voetballer Zico, als een satellietclub van CFZ do Rio. In 2001 werd het een profclub en een jaar later werden ze reeds kampioen van het Federaal District. Hierdoor mochten ze in 2003 deelnemen aan de Copa do Brasil, maar werden daar uitgeschakeld door Fortaleza. In 2005 namen ze opnieuw deel en verloren nu van Coritiba. In 2006 degradeerde de club en een jaar later zakte CFZ zelfs naar de derde klasse. Hier kon de club wel meteen promotie afdwingen en in 2010 promoveerde de club terug naar de hoogste klasse van het staatskampioenschap, maar werd na één seizoen terug naar de tweede klasse verwezen. 

## Erelijst
Campeonato Brasiliense
2002